# 門診
门诊（outpatient clinic，ambulatory care clinic）或门诊部（outpatient department），是规模比较大的医疗机构为可行动病患看诊的地方，一般由医院附设或是指全科医师诊所。一般指普通门诊，相对于专家门诊。
診所（clinic）或診療所、醫務所、医务室（infirmary），是規模比醫院小的醫療機構。由于各国医疗制度不同，两名词（门诊与诊所）有时有混用或区别不易的语境。
普通门诊是由主治医师坐诊的门诊，也有的医院由高年资住院医师便可坐诊的门诊。它是目前医院年服务病人次最多的门诊形式。

## 价格
据国家发改委价格监测中心监测，2017年7月，36个大中城市普通门诊复诊挂号费平均每次1.86元。